# Lisa Chappell
Lisa Irene Chappell (født 18. oktober 1968) er en newzealandsk skuespillerinde og sangerinde.

## Skuespil
Chappell spillede i utallige roller i New Zealand, som f.eks Gloss, Shortland Street, Hercules: The Legendary Journeys, og City Life. Fra 2000 spillede hun rollen som Claire McLeod i den australske tv-serie McLeod's Daughters. For denne rolle vandt hun 1 pris for “mest populære nye kvindelige talent i 2002, og populæreste skuespillerinde i 2003. Hun besluttede at lægge den rolle på hylden efter tredje sæson, for ikke at gro fast, og hendes rolle blev dræbt da hendes bil faldt ned over en klippe .
Lisa har også været med i teaterstykket Educating Rita, der tog på tour i Australien i 2007. I 2009 spillede med med i serien ”The Cult”, hvor hun spillede Sophie, som er en serie fra New Zealand. 

## Musikken
Hendes debutalbum, When Then Is Now, blev udgivet den 1. maj, 2006. efter udgivelsen af albummet tog hun på en mindre tour rundt i Australien og New Zealand for at promoverer sit album.[kilde mangler]

## Fodnoter
1. ↑  McLeod's Daughters: My Noon, My Midnight Episode Recap on TV.com (Webside ikke længere tilgængelig)
2. ↑  "The Cult" (2009)